# L. Alan Winters
Leonard Alan Winters (* 8. April 1950) ist ein britischer Ökonom. Er ist Professor an der University of Sussex und Fellow am Centre for Economic Policy Research und am Institut zur Zukunft der Arbeit.

## Leben
Winters studierte Wirtschaftswissenschaften und Statistik an der University of Bristol (B.Sc., 1971). Er setzte sein Studium an der University of Cambridge fort, wo er 1979 promoviert wurde. Von 1980 bis 1985 war er Dozent an der University of Bristol, arbeitete jedoch von 1983 bis 1985 bei der Weltbank. Von 1986 bis 1990 war er Professor an der Bangor University und von 1990 bis 1994 an der University of Birmingham. Von 1994 bis 1999 war er bei der Weltbank, seit 1999 ist er Professor der University of Sussex. Von 2004 bis 2007 war er Direktor für Entwicklung bei der Weltbank.
Winters ist verheiratet und hat zwei Kinder.

## Arbeit
Winter is einer der weltweit führenden Experten der empirischen und Politikanalyse von Außenhandel und Entwicklung. Auch arbeitet er zu Migration und Talentabwanderung. Er hat über 200 Artikel und 30 Bücher veröffentlicht. Winters hat unter anderem die OECD, das Department for International Development, das Commonwealth Secretariat, die Europäische Kommission, das Europäische Parlament, UNCTAD, die WTO, und die Interamerikanische Entwicklungsbank beraten.
Winters wirkt als Herausgeber der Fachzeitschrift World Trade Review.